# Treglava
Treglava falu Horvátországban Belovár-Bilogora megyében. Közigazgatásilag Grobosinchoz tartozik.

## Fekvése
Belovártól légvonalban 39, közúton 46 km-re délkeletre, Verőcétől légvonalban 20, közúton 25 km-re délnyugatra, községközpontjától légvonalban 6, közúton 8 km-re délkeletre Nyugat-Szlavóniában, Gornja Rašenica és Ivanovo Selo között fekszik.

## Története
A török kiűzése után a község területe majdnem teljesen lakatlan volt és rengeteg szántóföld maradt műveletlenül. Ezért a bécsi udvar elhatározta, hogy a földeket a betelepítendő határőrcsaládok között osztja fel. Az első betelepülő családok 1698-ban érkeztek Lika, Bosznia, a horvát Tengermellék, Imotski és kisebb számban az Isztria területéről. Újjászervezték a közigazgatást is. Létrehozták a katonai határőrvidéket, mely nem tartozott a horvát bánok fennhatósága alá, hanem osztrák és magyar generálisok irányításával közvetlenül a bécsi udvar alá tartozott.
A települést 1774-ben az első katonai felmérés térképén „Dorf Trojeglava” néven találjuk. A katonai közigazgatás idején a szentgyörgyvári ezredhez tartozott. Lipszky János 1808-ban Budán kiadott repertóriumában „Trojeglava” néven szerepel. Nagy Lajos 1829-ben kiadott művében „Trojeglava” néven 22 házzal, 61 katolikus és 75 ortodox vallású lakossal találjuk.
A katonai közigazgatás megszüntetése (1871) után Magyar Királyságon belül Horvát–Szlavónország részeként, Belovár-Kőrös vármegye Grubisno Poljei járásának része volt. 
1857-ben 132, 1910-ben 289 lakosa volt. A 19. század végén és a 20. század elején az olcsó földterületek miatt és a jobb megélhetés reményében nagyszámú cseh lakosság telepedett le itt. 1910-ben a népszámlálás adatai szerint lakosságának 46%-a cseh, 45%-a szerb, 8%-a horvát anyanyelvű volt. Az első világháború után 1918-ban az új szerb-horvát-szlovén állam, majd később (1929-ben) Jugoszlávia része lett. 1941 és 1945 között a németbarát Független Horvát Államhoz, háború után a település a szocialista Jugoszláviához tartozott. 1991-től a független Horvátország része. 1991-ben lakosságának 70%-a cseh, 14%-a horvát, 12%-a szerb nemzetiségű volt. 2011-ben 103 lakosa volt.

## Lakossága
| Lakosság változása | Lakosság változása | Lakosság változása | Lakosság változása | Lakosság változása | Lakosság változása | Lakosság változása | Lakosság változása | Lakosság változása | Lakosság változása | Lakosság változása | Lakosság változása | Lakosság változása | Lakosság változása | Lakosság változása | Lakosság változása |
| ------------------ | ------------------ | ------------------ | ------------------ | ------------------ | ------------------ | ------------------ | ------------------ | ------------------ | ------------------ | ------------------ | ------------------ | ------------------ | ------------------ | ------------------ | ------------------ |
| 1857               | 1869               | 1880               | 1890               | 1900               | 1910               | 1921               | 1931               | 1948               | 1953               | 1961               | 1971               | 1981               | 1991               | 2001               | 2011               |
| 132                | 145                | 135                | 225                | 341                | 289                | 296                | 307                | 265                | 260                | 298                | 275                | 205                | 165                | 123                | 103                |

## Kultúra
A településen az 1924-ben alapított Česka beseda cseh kulturális egyesület helyi szervezete működik.